# Фридрих Август II (король Саксонии)
Фридрих Август II (нем. Friedrich August II.; 18 мая 1797, Пильниц, ныне в составе Дрездена — 8 августа 1854, Каррёстен, Тироль) — король саксонский с 1836 года, племянник короля Антона I. Сын принца Максимилиана и принцессы Каролины Пармской.

## Юность
Фридрих Август был офицером в освободительных войнах, однако к военному делу интереса не проявлял. В апреле 1814 года он был отправлен королём Фридрихом Августом I в главную квартиру князя Шварценберга в качестве заложника, в доказательство искренности короля, бывшего до тех пор вернейшим союзником Наполеона.
С наступлением мирного времени Фридрих Август стал усердно заниматься юриспруденцией, государственным правом и военными делами, но с особенной любовью отдавался занятию искусством и естественными науками. Он был искусным пейзажистом, приобрёл превосходную коллекцию гравюр. Главной его страстью была ботаника; он сам собрал и вместе с Гёте описал «Flora Marienbadensis». Отчасти в видах собирания растений он объездил, кроме немецких гор, Италию, Швейцарию, Истрию, Далмацию, Черногорию, Бельгию, Англию и Шотландию. В это время и позже, будучи уже королём, он любил беседовать с учёными и художниками, которых собирал у себя по вечерам.

## Соправление с королём Антоном
С 1819 года он получил разрешение присутствовать в заседаниях тайного совета, а в 1821 году был сделан полноправным членом его, но граф Эйнзидель не допускал его влияния в управлении.
В 1830 году в разных местах Саксонии происходили революционные вспышки, для подавления которых была назначена комиссия с Фридрихом Августом во главе. Вслед за тем Фридрих Август был сделан соправителем своего дяди, старого бездетного короля Антона, и объявлен его наследником (отец Фридриха Августа, принц Максимилиан, во время революционных событий 1830 г. отказался от наследственных прав).
Ревностно и осторожно приступил Фридрих Август к обновлению устаревшего государственного строя, и к введению новой конституции 4 сентября 1831 года, благодаря ему же волнение улеглось очень быстро. В 1833 году Саксония примкнула к Германскому таможенному союзу, после того как вся система народного хозяйства и финансов была преобразована и приноровлена к новым условиям жизни. В последние годы короля Антона действительным правителем был Фридрих Август, а когда король скончался (6 июня 1836 года), он занял престол.
Было принято постановление о городах от 2 февраля 1832 года, которое дало городам право на свободное самоуправление. Указ от 17 марта 1832 года освободил крестьян от крепостной службы и наследного верноподданничества. Уголовный кодекс от 1836 года создал унифицированный правопорядок для Саксонии.

## Правление

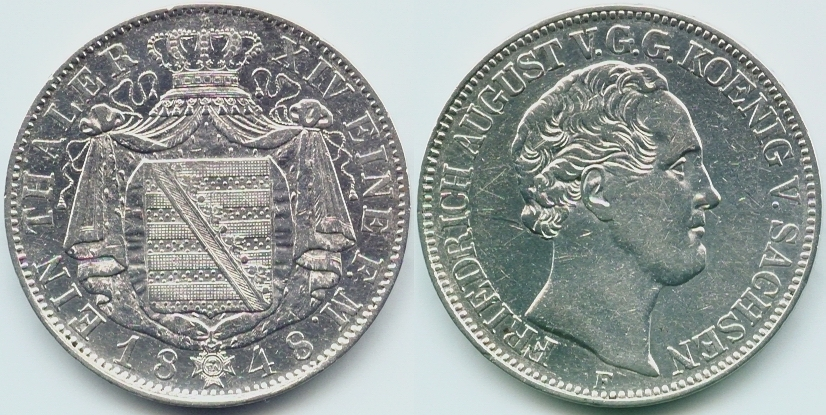
Саксонский талер 1848 года с портретом короля Фридриха Августа II

С течением времени правительственная деятельность пошла более медленным ходом, что вызывало недовольство в обществе. Когда во Франции разыгралась Февральская революция, она откликнулась и в Лейпциге, который стал во главе революционного движения. 2 марта 1848 года депутация лейпцигской городской думы потребовала от короля преобразования союзной германской конституции, представительства германского народа в германском сейме, свободы печати и т. п., но получила отказ. Вторая депутация от той же думы требовала только обещания созвать чины в ближайшее время. К Лейпцигу примкнули почти все города, кроме Дрездена, но деревня оставалась ещё не затронутой движением.
Ненавистный Фалькенштейн, министр внутренних дел, вышел в отставку, король выпустил 6 марта воззвание «An meine Sachsen», в котором обещал созыв чинов и перемену законов о печати. Страсти, однако, разгорались в Лейпциге все сильней, а стягивание войска около него только подлило масла в огонь. Фридрих Август отозвал войска от Лейпцига и дал отставку министерству Кённеритца; вождь оппозиции во 2-й палате, Браун, образовал 16 марта новое министерство, около которого сгруппировались все умеренные элементы палаты и страны; но радикалы образовали множество союзов демократического характера. Выборы в германский парламент во Франкфурте и в саксонский ландтаг поддерживали волнение в стране. Фридрих Август признал германское центральное правительство, торжественно принял в Дрездене избранного главу империи, эрцгерцога Иоганна, готов был принести жертвы для устройства сильного союзного государства, но при этом не желал вовсе поступаться своими правами. Выборы в ландтаг дали сильный перевес демократии; министерство 24 февраля 1849 года подало в отставку; его заменило министерство Гельда, но и оно столкнулось с палатами и распустило их 28 апреля.

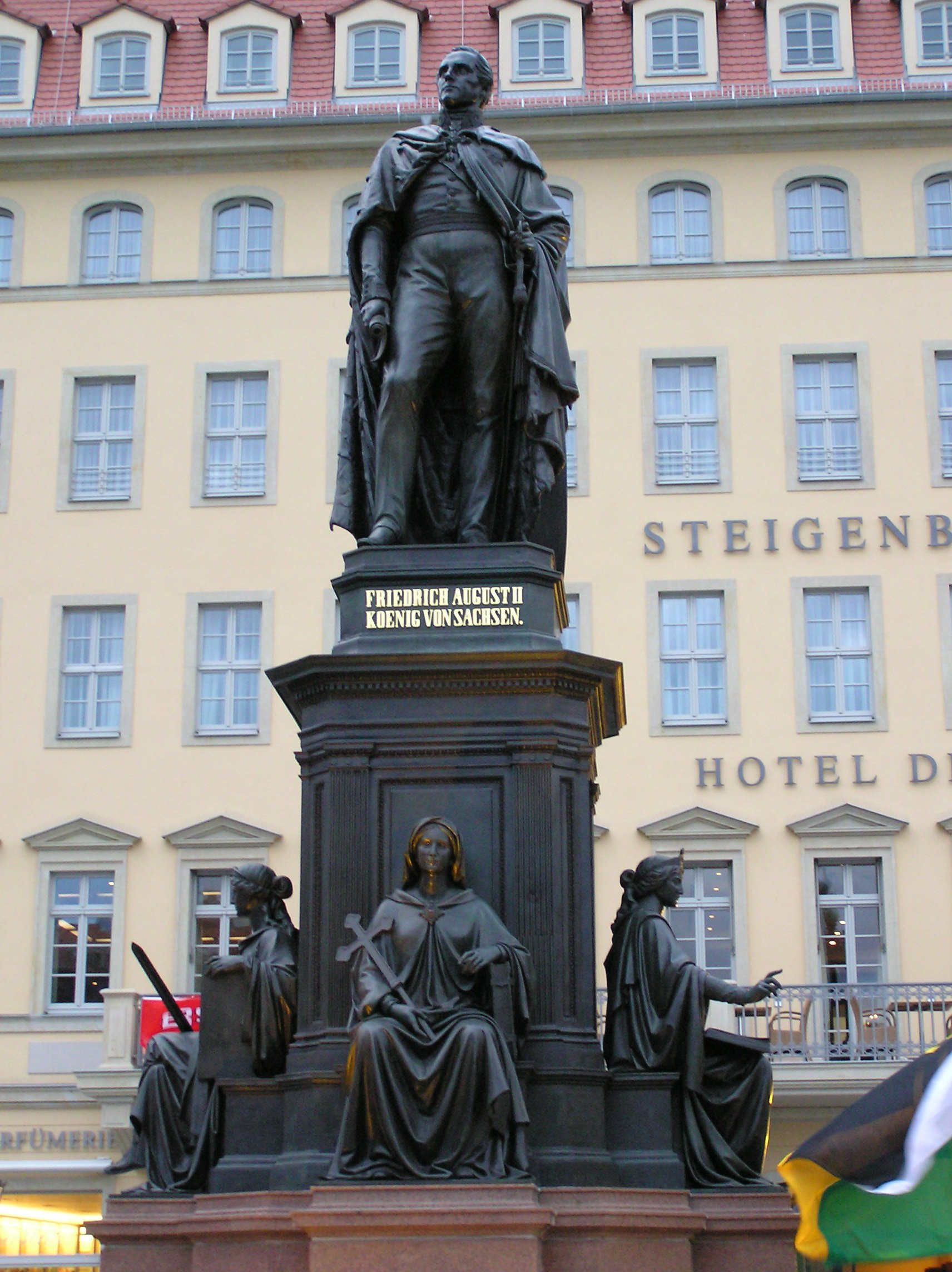
Памятник в Дрездене

Король отказался признать новую имперскую конституцию; революционная партия устроила в Дрездене восстание; король с семьёй укрылся в крепость Кенигштейн; войска, подкрепленные прусскими батальонами, заняли Дрезден после кровавой борьбы с народом (9 мая); начались аресты, розыски, процессы; тысячи обвиняемых были осуждены, но Фридрих Август смертные приговоры отменил, а остальные наказания смягчил. 19 мая король отозвал саксонских представителей из Франкфурта, а 30 мая заключил союз с Пруссией (Dreikönigsbündnis); но недоверие к Пруссии скоро взяло верх, Фридрих Август стал склоняться к Австрии; 1 июня он распустил палаты и созвал чины по закону 1831 года.
Во время поездки в Тироле, который был его любимым местопребыванием, Фридрих Август выпал из экипажа под копыта лошадей и, не приходя в сознание, умер (1854).

## Семья
Фридрих Август был дважды женат.
В 1819 году он женился на Марии Каролине Австрийской (1801—1832), дочери императора Франца II.
Овдовев, он женился в 1833 году на Марии Анне Баварской (1805—1877), дочери короля Баварии Максимилиана I.
В обоих браках у короля не было детей, так что его преемником стал его младший брат Иоганн. Широко распространено, однако, мнение о том, что незаконным сыном короля был музыкант Теодор Улиг.